# Statue de Jupiter (Ermitage)
La statue de Jupiter est une sculpture romaine de la fin du Ier siècle représentant le dieu Jupiter. Réalisée en marbre blanc et en bronze, elle est conservée au Musée de l'Ermitage de Saint-Pétersbourg (inv. ГР-4155).

## Histoire
La statue de Jupiter mesure plus de 3 mètres de haut et a été restaurée au XIXe siècle. Elle provient de la villa de Domitien à Castel Gandolfo. Elle a fait partie de la Collection Campana, avant d'être transférée à l'Ermitage en 1862.
La statue de Jupiter a sans doute été inspirée par la célèbre statue Chryséléphantine de Zeus à Olympie, oeuvre de Phidias et abritée dans le temple de Zeus d'Olympie. Elle était considérée comme l'une des "Sept merveilles du Monde". La statue a ensuite été perdue, probablement en raison d'un incendie, à Olympie même ou dans le palais de Théodose à Constantinople. 

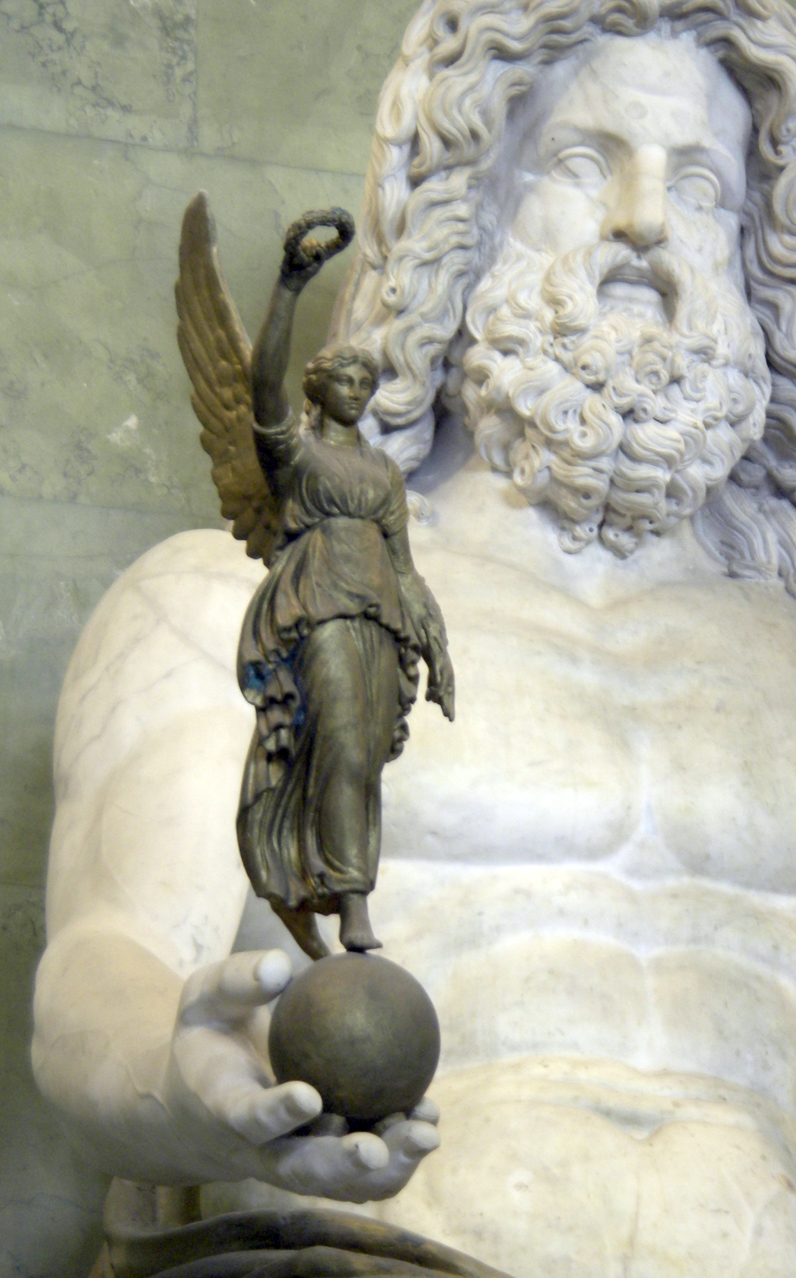
La Niké sur un globe, dans la main droite de la statue.

## Description
Jupiter est assis sur un trône, brandissant son sceptre dans la main gauche, tandis que sa main droite tient une Niké(en bronze) brandissant une couronne. À ses pieds, l'aigle, animal symbolique du dieu. Particularité de la sculpture, le Dieu est vêtu d'un manteau de bronze.